# نوئیکس
نوئیکس (انگلیسی: Nuix) شرکت نرم‌افزار استرالیایی است، که در سال ۲۰۰۰ تأسیس شد.